# Indigofera ripae
Indigofera ripae är en ärtväxtart som beskrevs av Nicholas Edward Brown. Indigofera ripae ingår i släktet indigosläktet, och familjen ärtväxter. Inga underarter finns listade i Catalogue of Life.